# Non finito

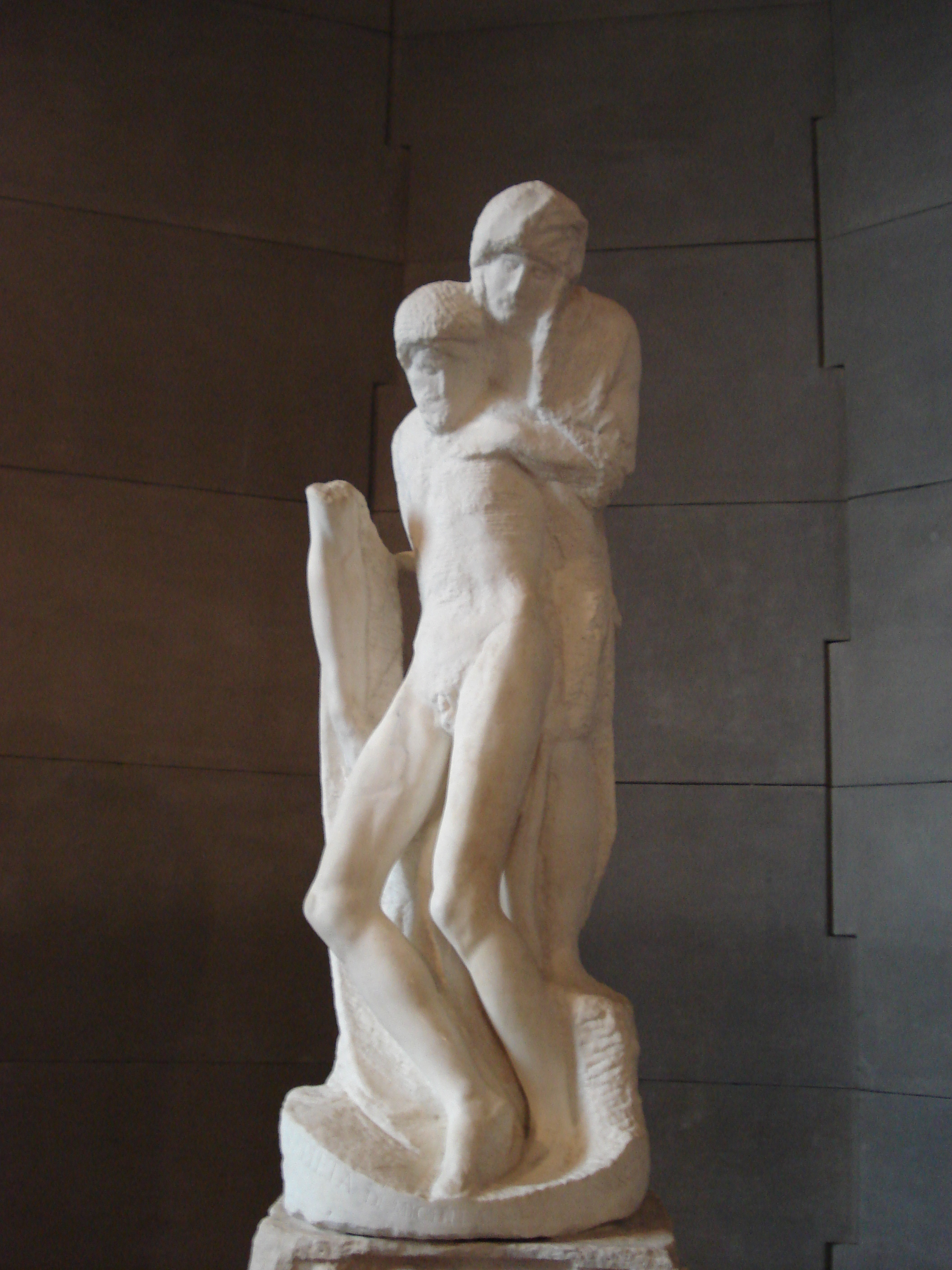
Pietà Rondanini – przykład rzeźby wykonanej techniką non finito przez Michała Anioła

Non finito (wł. niedokończony) – jest to technika rzeźbiarska, polegająca na celowym niedokończeniu dzieła w całości lub poszczególnych partiach, w celu uzyskania określonego przez danego artystę efektu. Tego rodzaju sposób tworzenia rzeźby zapoczątkował Michał Anioł.